# Bellegoed
Bellegoed is de naam van vier historische hoeves in Ieper in de Belgische provincie West-Vlaanderen. De hoeves worden Noord-, Oost-, Zuid- en West-Bellegoed genoemd en zijn voormalig pachtgoed van de familie Belle, vooraanstaande Ieperse patriciërs, onder wier voogdij ook het Ieperse Bellegodshuis viel. De vier hoeves zijn aangeduid op de Ferrariskaarten uit de jaren 70 van de 18de eeuw. In de Eerste Wereldoorlog lagen ze in de nabijheid van het front van de Ieperboog. 
Het Zuid-Bellegoed werd tijdens de oorlog even gebruikt als veldhospitaal. Na de oorlog werden de hoeves heropgebouwd in een regionalistische wederopbouwarchitectuur. De vier hoeves kregen verschillende eigenaars en kwamen later in het bezit van het OCMW.

## Ligging
| Naam            | Adres            | Deelgemeente | Coördinaten                    |
| --------------- | ---------------- | ------------ | ------------------------------ |
| Noord-Bellegoed | Middelstraat 8   | Zuidschote   | 50° 55′ 51″ NB, 02° 49′ 42″ OL |
| Oost-Bellegoed  | Wieltjesstraat 1 | Ieper        | 50° 51′ 53″ NB, 02° 55′ 35″ OL |
| Zuid-Bellegoed  | Rijselseweg 85   | Ieper        | 50° 49′ 54″ NB, 02° 53′ 15″ OL |
| West-Bellegoed  | Kemmelseweg 66   | Voormezele   | 50° 49′ 40″ NB, 02° 52′ 19″ OL |